# Avanza País - Partido de Integración Social
Avanza País - Partido de Integración Social es un partido político peruano actualmente de derecha conservadora. Fue fundado en Santiago de Chuco por Pedro Cenas Casamayor el 10 de abril de 2000. Originalmente, esta organización fue fundada con una línea ideológica orientada a la izquierda conservadora.

## Historia
Para el 2005 el partido se inscribió en el Jurado Nacional de Elecciones y participó en las elecciones generales del 2006, lanzando como candidato a Ulises Humala; sin embargo, el partido perdería su inscripción por el poco éxito que tuvo.
Al perder la inscripción formal como organización política tuvo una nueva etapa re-fundacional que el 10 de mayo del 2017, luego de varios años, culminó en una nueva inscripción en el sistema electoral peruano.
En las elecciones parlamentarias extraordinarias de 2020, la lista de candidatos fue liderada por Beatriz Mejía, abogada y miembro del colectivo conservador Con mis hijos no te metas.
En 2020, casi 15 años desde su última participación en unas elecciones generales, el economista Hernando de Soto se inscribió en el partido para postularse a la presidencia en las elecciones generales de Perú de 2021, quedando en cuarto lugar en las Elecciones. Durante la segunda vuelta de Soto y el partido apoyaron a Keiko Fujimori de Fuerza Popular en el balotaje, luego de que asegurara que Pedro Castillo "desistió" de moderar sus propuestas.
El 9 de agosto de 2021, tres congresistas de Renovación Popular (Norma Yarrow, María Córdova y Diego Bazán) renunciaron a la bancada de ese partido en el Congreso por diferencias políticas. Debido a ello se incorporaron a la bancada de este partido.
En septiembre de 2022, el congresista José Williams Zapata fue elegido como presidente del Congreso en reemplazo de la congresista de Alianza Para el Progreso, Lady Camones.

## Ideología
Inicialmente, Avanza País representaba la socialdemocracia, el conservadurismo social y el etnocacerismo bajo Humala. Sin embargo, la ideología del partido ha comenzado a cambiar en los últimos años, particularmente después de la refundación del partido en 2017, ya que recuperó su registro en el Jurado Nacional de Elecciones. Desde la candidatura presidencial de Hernando de Soto en 2021, se puede decir que el partido representa el liberalismo clásico y el liberalismo económico, generalmente apoyando los mercados libres. Representantes del partido firmaron la Carta de Madrid, un manifiesto antiizquierdista organizado por el partido de extrema derecha español Vox.
El partido no tiene una postura oficial en temas sociales como antes, como lo demuestra el hecho de que los respectivos líderes de la campaña presidencial de De Soto, el vicepresidente del Instituto Político para la Libertad Perú (IPL), Beltrán Gómez Hijar, y el congresista de la IPL Alejandro Cavero, han apoyado causas pro LGBT y pro derecho a decidir, mientras que la congresista Adriana Tudela, hija del exvicepresidente Francisco Tudela, se opone al aborto.
Bajo el liderazgo de Soto, analistas y expertos definen al partido como de derecha en el espectro político. Según la politóloga Eliana Carlín de la Universidad de Georgetown, de Soto fue quien eligió el partido para postularse, y el partido lo acogió debido a su prominencia internacional en la academia económica. A su juicio, el partido es un "vehículo electoral" que llegó a un acuerdo con de Soto y que «no les interesa la ideología».

Logo del partido en 2006
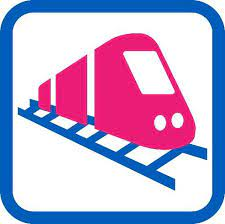
Logo del partido de 2017 hasta 2020

## Participación Electoral

### Elecciones presidenciales del 2006
Para las elecciones generales del 2006, el partido presentó Ingeniero económico, Ulises Humala, quedando en decimocuarto lugar con el 0.168% de los votos emitidos.
| Candidatos    | Candidatos            | Candidatos          |
| Presidencia   | 1.º Vicepresidencia   | 2.º Vicepresidencia |
| ------------- | --------------------- | ------------------- |
| Ulises Humala | Pedro Cenas Casamayor | Constante Traverso  |

Para la lista de candidatos al Congreso de la República quedó en decimocuarto puesto sin obtener ningún escaños en el congreso.

### Elecciones regionales y municipales de 2006
A pesar de no optener escaños en las elecciones parlamentarias, el partido participa en las elecciones regionales y municipales del 2006 obteniendo por primera vez 1 gobierno regional, siendo el departamento Puno, a su vez obtiene 2 alcaldías distritales, sin embargo, no obtiene ninguna alcaldía provincial. 

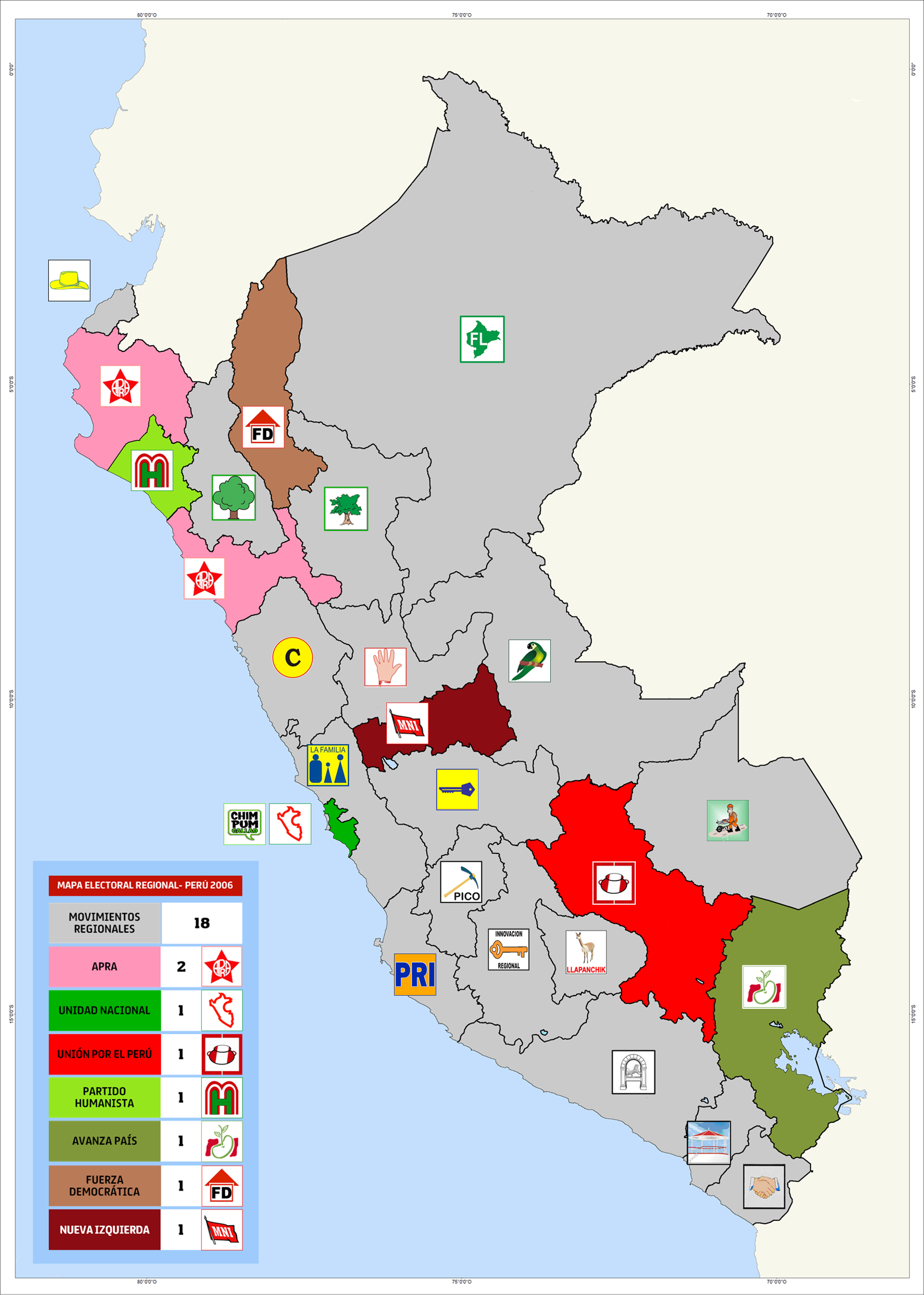
Resultados Electorales en los Gobiernos Regionales, Avanza Pais obtiene un Gobierno Regional en el departamento de Puno.

Gobernadores Regionales electos por Avanza Pais
| Región | Gobernador Regional   |
| ------ | --------------------- |
| Puno   | Hernán Fuentes Guzmán |

A nivel de Lima, se presentó la abogada Esther García Herbozo como candidata a la alcaldía de Lima, quedando en noveno lugar con el 1.04% de votos. A pesar de obtener autoridades electas, el partido perdería su inscripción ante el Jurado Nacional de Elecciones en el 2007.

### Elecciones regionales y municipales de 2018
En 2017, el partido logra recuperar su inscripción luego de 10 años, y decide participar en las elecciones regionales y municipales del 2018, llegando a obtener 4 alcaldías provinciales, siendo las provincias de Ambo, Lauricocha, Marañón y Puerto Inca, todas del departamento de Huánuco, a su vez obtiene 18 alcaldías distritales, sin embargo no obtuvo ningún gobierno regional electo.
Alcaldes Provinciales electos por Avanza País
| Región  | Provincia   | Alcalde               |
| ------- | ----------- | --------------------- |
| Huánuco | Ambo        | David Herrera Yumpe   |
| Huánuco | Lauricocha  | Edison Díaz Esquivel  |
| Huánuco | Marañón     | Hipólito Aguirre Vega |
| Huánuco | Puerto Inca | Hilter Rivera Bahoman |

A nivel de Lima con poco éxito, se presentó como candidato al empresario, abogado y ex-congresista Julio Gagó, obteniendo el 0.75 % de los votos válidamente emitidos en Lima. 

### Elecciones parlamentarias de 2020
En las elecciones parlamentarias extraordinarias de 2020, Beatriz Mejía encabezó la lista de candidatos. El partido obtuvo el 2.5 % del voto popular pero no pudo obtener escaños en el Congreso de la República al no superar una vez más el umbral electoral.

### Elecciones presidenciales de 2021
Para las elecciones generales de 2021, el partido presentó al Economista, Hernando de Soto. Obteniendo 11.63 % de los votos válidos, quedando el cuarto lugar, con lo cual no logró pasar a segunda vuelta. 
| Candidatos       | Candidatos          | Candidatos          |
| Presidencia      | 1.º Vicepresidencia | 2.º Vicepresidencia |
| ---------------- | ------------------- | ------------------- |
| Hernando de Soto | Corinne Flores      | Jaime Salomón       |

En las elecciones parlamentarias, el partido obtiene el 7.54 % votos, logrando obtener 7 congresistas electos en el Congreso de la República.

### Elecciones regionales y municipales de 2022
Al lograr obtener escaños en el Congreso, el partido participa en las elecciones regionales y municipales del 2022, llegando a obtener 1 gobierno regional, siendo el departamento de Madre de Dios, a su vez obtiene 10 alcaldías provinciales y 74 alcaldías distritales.

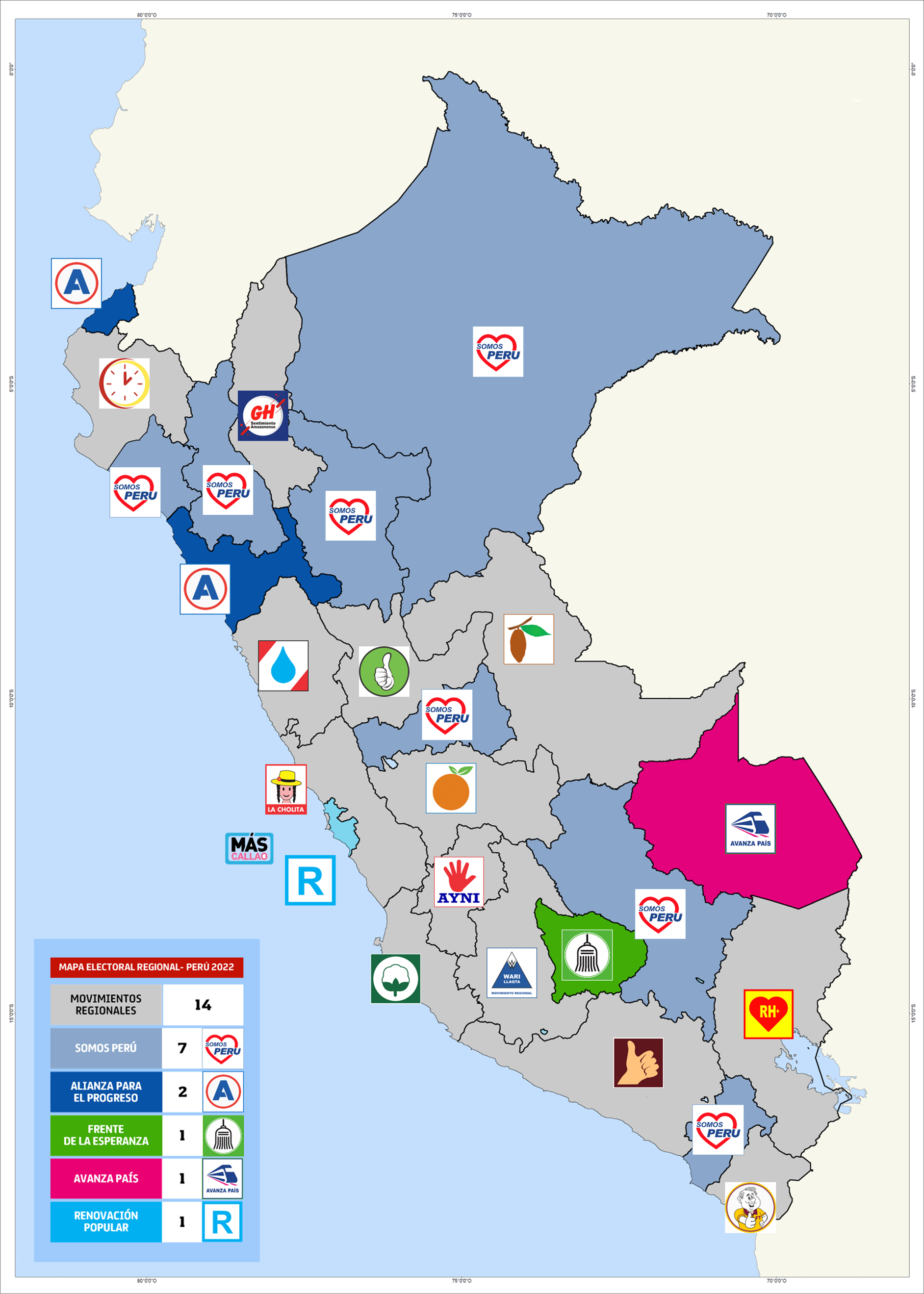
Resultados Electorales en los Gobiernos Regionales, Avanza País obtuvo un Gobernador Regional electo en el departamento de Madre de Dios.

Gobernadores Regionales electos por Avanza País
| Región        | Gobernador Regional |
| ------------- | ------------------- |
| Madre de Dios | Luis Otsuka Salazar |

Alcaldes Provinciales electos por Avanza País
| Región        | Provincia     | Alcalde                       |
| ------------- | ------------- | ----------------------------- |
| Huánuco       | Dos de Mayo   | Ramiro Pujay Hipolo           |
| Huánuco       | Huacaybamba   | Jainer Villaorduña Valenzuela |
| Huánuco       | Huamalíes     | Edgar Céspedes Salas          |
| Huánuco       | Leoncio Prado | Enderson Fuentes Reynoso      |
| Lambayeque    | Lambayeque    | Alberto Ramos Puelles         |
| Madre de Dios | Tambopata     | Alberto Bocangel Ramírez      |
| San Martín    | Lamas         | May Díaz Pérez                |
| San Martín    | Picota        | Pedro García Ushiñahua        |
| San Martín    | Rioja         | Jubinal Nicodemos Flores      |
| Tacna         | Jorge Basadre | Julio Dávalos Flores          |

A nivel de Lima, se tenía previsto la candidatura del alcalde de Miraflores Luis Molina Arles como candidato a la alcaldía de Lima, sin embargo, fue excluido por el Jurado Nacional de Elecciones. Para no quedarse sin candidato; por sucesión, se presentó la arquitecta María Soto Velásquez, quedando en séptimo lugar con el 3.50% de los votos, a su vez el partido obtiene 5 autoridades electas en los distritos de Ate, Punta Hermosa, San Bartolo, San Miguel y Santiago de Surco.

## Controversias

### Acusaciones de vientre de alquiler
Avanza País en una columna periodística de RPP fue acusado de vientre de alquiler debido a las incorporaciones de miembros que hace meses no tenían relación con el partido. A pesar de ello, el presidente del partido Pedro Cenas, rechaza que su partido funcione como vientre de alquiler y el considera que "la política no es una mercancía, sino un acto de fe e integración".

### Controversia sobre la presidencia del partido
Tras el fallecimiento del presidente del partido Pedro Cenas, el partido quedó como encargado de la presidencia a Aldo Borrero.
En octubre de 2021 ocurre una protesta en el exterior del Jurado Nacional de Elecciones, donde participó el secretario general Edwin De La Cruz debido a que exigen que se remueva al personero Borrero, porque «se está apropiando de los cargos, pero no ha sido elegido democráticamente».
En diciembre de 2021, De la Cruz anunció la expulsión de la congresista Patricia Chirinos debido a que no estaba conforme con el ideario del partido. Además afirmó que De Soto es un invitado del partido y fue cuestionado por abrir un movimiento llamado Avanza Perú, además que lo consideró un «líder informal del partido» . Tras ello la bancada del partido respaldó a Chirinos y aseguraron que De la Cruz esta en proceso de expulsión del partido «por medidas disciplinarias y transgresión del estatuto».
De Soto afirmó que no es ningún invitado y que forma parte del partido, y afirmó que el presidente Aldo Borrero le dijo que De la Cruz está en proceso de expulsión e indicó que se trata de un secretario general «informal». Mediante un comunicado se informó que Edwin de la Cruz fue expulsado el partido, a pesar de que se reunió con el presidente Pedro Castillo en nombre del partido. A pesar de ello, De la Cruz anunció la expulsión de De Soto y de los congresistas de Avanza País.

## Resultados electorales

### Elecciones presidenciales
|  | 0.20 % |

|  | 11.62 % |

|  | 0.00 % |

### Elecciones parlamentarias
|  | 1.14 % |

|  | 2.52 % |

|  | 7.54 % |

### Elecciones al Parlamento Andino
|  | 0.75 % |

|  | 8.72 % |

### Elecciones regionales y municipales
| Año  | Gobiernos Regionales | Alcaldías Provinciales | Alcaldías Distritales |
| Año  | Representantes       | Representantes         | Representantes        |
| ---- | -------------------- | ---------------------- | --------------------- |
| 2006 | 1/25                 | 0/196                  | 2/1874                |
| 2018 | 0/25                 | 4/196                  | 18/1874               |
| 2022 | 1/25                 | 10/196                 | 74/1874               |